# Poetisk kalender

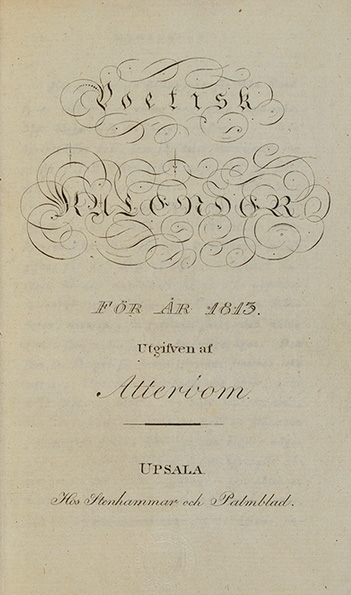
Poetisk kalender för år 1813. Titelblad.

Poetisk kalender var en årligen utkommande litterär kalender, som utgavs i Uppsala 1811–1821 av P.D.A. Atterbom. Förebilden var Friedrich Schillers 1801 nedlagda Musenalmanach.
Nyromantikerna i Sverige hade sin programskrift Phosphoros, som krävde en publik med goda förkunskaper. Men man ville även nå ut till en bredare publik. Ett försök med det populärt inriktade magasinet Elegant-Tidning blev emellertid ett misslyckande och först med sin Poetisk kalender i fickformat nådde man ut till de kvinnliga läsarna och publikationen blev en ekonomisk framgång för utgivarna med upplagor omkring 500 exemplar per årgång.
Man ägnade sig särskilt åt poesin, men hade även plats för annan lättillgänglig diktning. Tysk poesi av bland andra Goethe och Schiller översattes flitigt. Man publicerade originalromaner av Vilhelm Fredrik Palmblad, liksom översättningar av de tyska romantikerna Friedrich Tieck och E.T.A. Hoffmann och bland de svenska medarbetarna märktes poeterna Anders Abraham Grafström och Julia Nyberg (signaturen Euphrosyne).

## Svenska medarbetare
- Arvid August Afzelius
- Eleonora Charlotta d'Albedyhll
- Per Daniel Amadeus Atterbom
- Ludvig Borgström
- Johan Börjesson
- Carl Fredric Dahlgren
- Per Elgström
- Erik Gustaf Geijer
- Anders Abraham Grafström
- Johann Christian Friedrich Haeffner, musikredaktör
- Samuel Johan Hedborn
- Georg Ingelgren
- Julia Nyberg (Euphrosyne)
- Vilhelm Fredrik Palmblad
- Per Adolf Sondén
- Carl von Zeipel